# Gurley (Alabama)
Gurley és una població dels Estats Units a l'estat d'Alabama. Segons el cens del 2000 tenia 876 habitants.

## Demografia
Segons el cens del 2000, Gurley tenia 876 habitants, 346 habitatges, i 241 famílies. La densitat de població era de 121,2 habitants/km².
Dels 346 habitatges en un 34,7% hi vivien nens de menys de 18 anys, en un 48% hi vivien parelles casades, en un 17,9% dones solteres, i en un 30,1% no eren unitats familiars. En el 26,9% dels habitatges hi vivien persones soles el 13% de les quals corresponia a persones de 65 anys o més que vivien soles. El nombre mitjà de persones vivint en cada habitatge era de 2,53 i el nombre mitjà de persones que vivien en cada família era de 3,09.
Per edats la població es repartia de la següent manera: un 28,5% tenia menys de 18 anys, un 7,8% entre 18 i 24, un 27,1% entre 25 i 44, un 21,3% de 45 a 60 i un 15,3% 65 anys o més.
L'edat mediana era de 35 anys. Per cada 100 dones hi havia 86,8 homes. Per cada 100 dones de 18 o més anys hi havia 85,8 homes.
La renda mediana per habitatge era de 23.831 $ i la renda mediana per família de 26.875 $. Els homes tenien una renda mediana de 31.146 $ mentre que les dones 20.000 $. La renda per capita de la població era de 13.271 $. Aproximadament el 23,4% de les famílies i el 21,4% de la població estaven per davall del llindar de pobresa.

## Poblacions properes
El següent diagrama mostra les poblacions més properes.